# Vuelo 28M de British Airtours
El vuelo 28M de British Airtours fue un vuelo internacional de pasajeros el 22 de agosto de 1985 que salía de la pista 24 del aeropuerto internacional de Mánchester en Mánchester, Inglaterra en ruta al Aeropuerto Internacional de Corfú en la isla griega de Corfú. El avión, conocido con anterioridad como «Goldfinch» pero en el momento del accidente bautizado como «River Orrin», contaba con 131 pasajeros y seis tripulantes a bordo. Como mes pico de la época vacacional, la mayoría de los pasajeros lo hacían con motivos vacacionales.
A las 06:12 hora local (05:12 UTC), durante la fase de despegue, el capitán Peter Terrington y el primer oficial Brian Love oyeron un ruido fuerte que procedía de la parte inferior del avión. Pensando que alguna rueda se había quemado, decidieron abortar el despegue y activar las reversas para efectuar un frenado de emergencia. Teniendo precaución en efectuar un frenado gradual, la tripulación sacó el avión de pista por una calle de rodadura a la derecha de la pista de despegue y prevalente al viento en ese momento. Una vez detenido el avión, la tripulación descubrió que el motor número uno estaba ardiendo.
En ese momento, el combustible que salía del enganche del ala combinado con el suave viento hizo que se produjese una gran bola de fuego. El fuego rápidamente llegó a la cabina de pasajeros, creando humo tóxico y causando la muerte de cincuenta y tres pasajeros y dos tripulantes de cabina, cuarenta y ocho de ellos por inhalación de humo. Setenta y ocho pasajeros y cuatro tripulantes lograron escapar, quince de ellos con lesiones de gravedad. Un pasajero, un hombre rescatado treinta y tres minutos después de declarado el incendio tras ser encontrado inconsciente, murió seis días más tarde de sus lesiones en el hospital.

## Causas

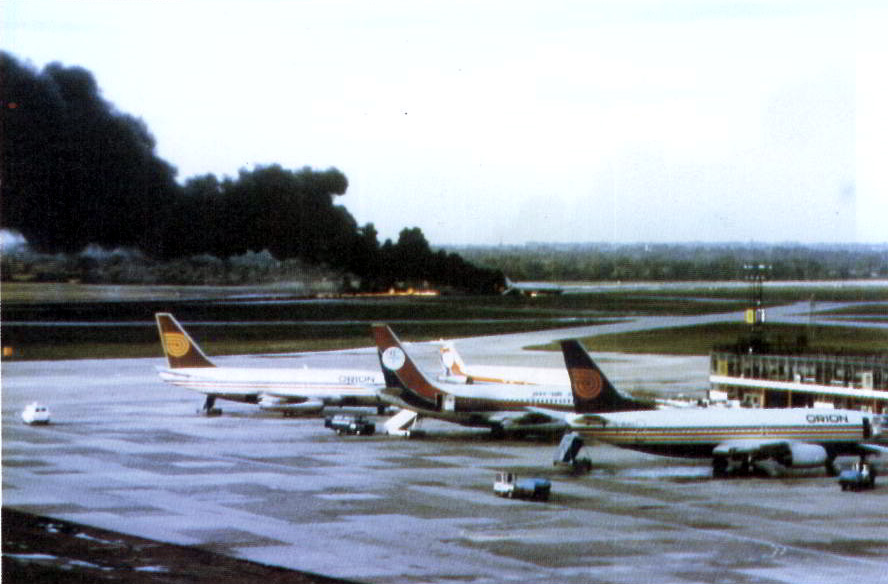
El vuelo 28M de British Airtours (al fondo) al girar de la Pista 24 al Enlace D. El tobogán de escape trasero derecho ya está desplegado.

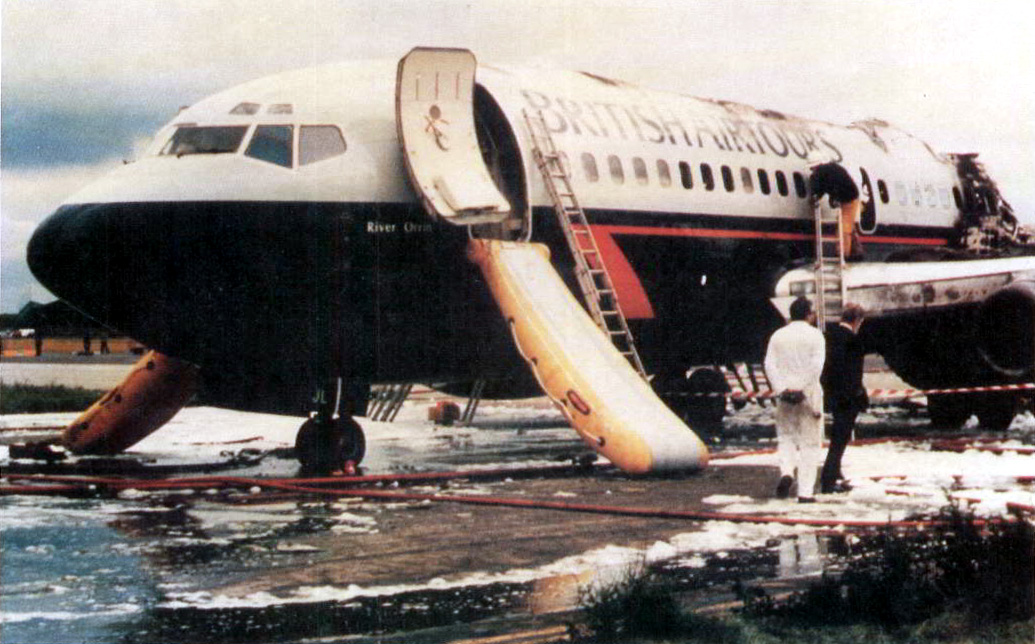
La sección delantera de la aeronave muestra las diapositivas de escape izquierda y derecha desplegadas.

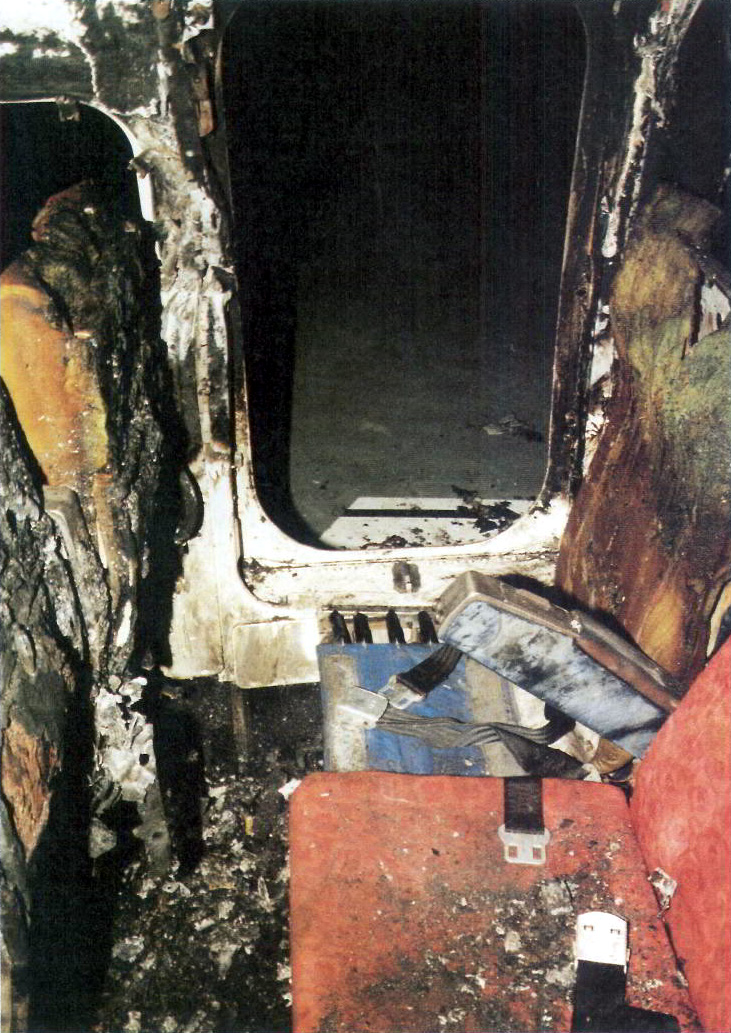
Fotografía que muestra los asientos con respecto a la salida de emergencia de sobrecarga derecha después del accidente. Tenga en cuenta la posición del reposabrazos. El respaldo del asiento más cercano a la ventana, el asiento 10F, se volvió a colocar en posición vertical antes de tomar esta foto..

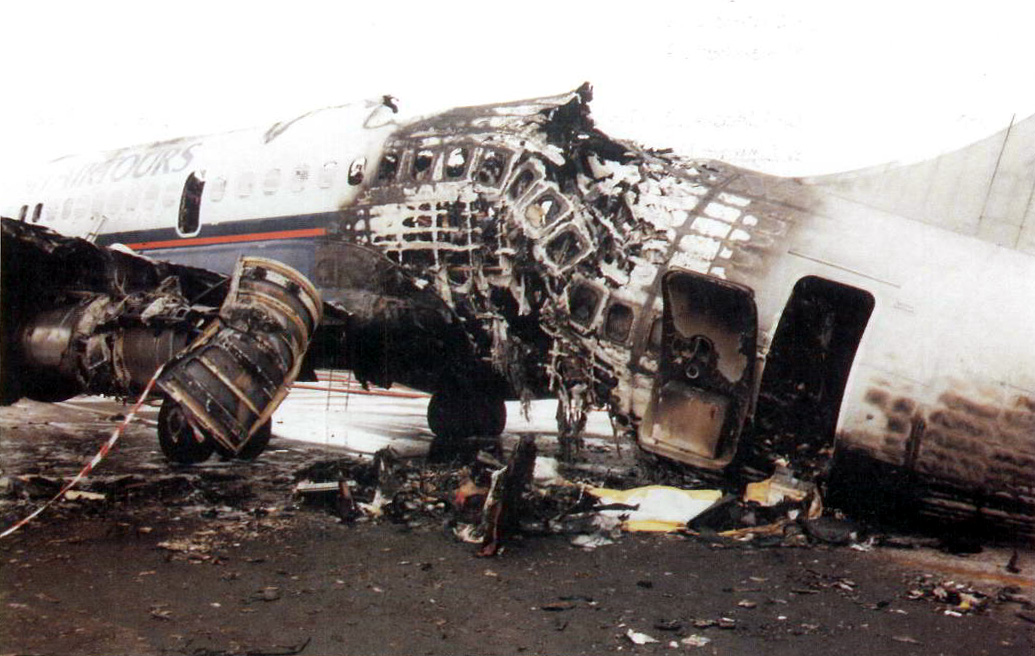
Sección de popa del avión que muestra las áreas donde el fuego se quemó a través del casco y el colapso de la sección de la cola. Tenga en cuenta que tanto la puerta trasera izquierda como la salida izquierda fueron abiertas por los bomberos después de completar las operaciones de rescate..

La investigación posterior del accidente reveló que la carcasa de la cámara de combustión número nueve en el enganche con el motor se había roto debido a una fatiga por calor. Esto supuso que la carcasa perdiese su alineación, y que en lugar de dirigir los gases calientes de la combustión lejos del motor, esta los enviase de nuevo a la cámara de combustión. Esto llevó a un fallo catastrófico y explosivo de la carcasa.
Tras esto, la sección anterior del chasis fue eyectada del motor, perforando uno de los tanques de combustible y posibilitando que el combustible fluyese libremente sobre el motor recalentado. Su combinación con el combustible que alimentaba al entonces dañado motor, provocó que este último acabase provocando la bola de fuego que envolvió al avión.
Los archivos muestran que el motor en cuestión, un Pratt & Whitney JT8D-15, había experimentado roturas previas de la carcasa del carburador nueve que habían sido reparadas. Sin embargo, la oficina de investigación de accidentes aéreos descubrió que esta  reparaciones habían sido insatisfactorias y no daban la suficiente seguridad operativa. Todo esto contribuyó al desenlace final de la rotura que llevó accidente.
Los procedimientos a ejecutar en ese momento también contribuyeron a que las cosas se tornasen aun peores. Pensando que una rueda se había quemado y siguiendo los procedimientos de operación estándar en ese momento, la tripulación de vuelo frenó suavemente y evacuó la pista. El frenado suave del motor permitió al fuego expandirse y un reducido tiempo de evacuación. Desde este incidente, todas las tripulaciones de vuelo comprueban ahora la dirección del viento antes de decidir hacia que lado girar. 
Los tripulantes de cabina de pasajeros supervivientes (Arthur Bradbury y Joanna Toff) y dos miembros del servicio antiincendios del aeropuerto de Mánchester fueron premiados con la Medalla a la Valentía de la Reina por su valor individual, y los dos TCPs que murieron en el accidente (Sharon Ford y Jacqui Ubanski) fueron premiados también por su valor post mortem por su devoción y entrega.

## Impacto en la seguridad aérea
El incidente llevó a intensos debates sobre seguridad aérea en el campo de la supervivencia, que antes de 1985 no habían sido estudiados en detalle.
La rápida incursión del fuego en el fuselaje y la configuración del avión impidieron a los pasajeros evacuar el aparato con celeridad, con zonas como la parte frontal del avión que se convirtieron en un auténtico cuello de botella para los pasajeros que deseaban escapar. De los que no pudieron escapar, cuarenta y ocho murieron a consecuencia de la incapacitación y posterior inhalación de humo y gases tóxicos, algunos de ellos muy próximos a las salidas de emergencia, con solo seis muertos a consecuencia de quemaduras.
El uso de detectores de humo o disipación fue estudiado y posteriormente descartado.

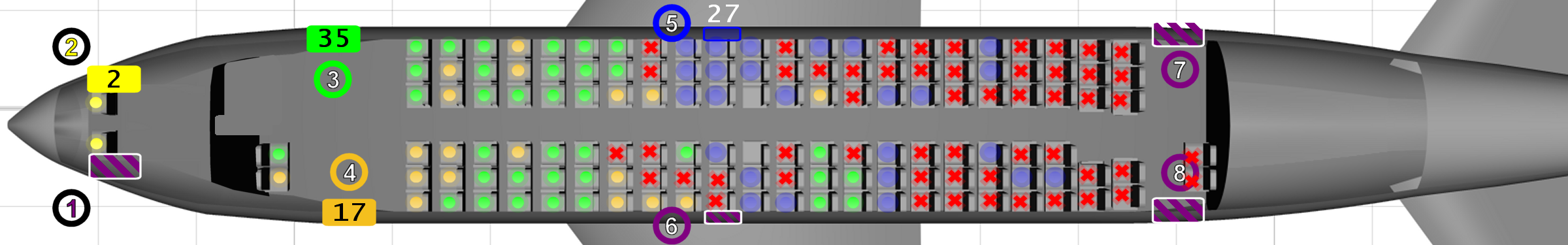
Los colores marcan las salidas tomadas por los supervivientes. Las cruces rojas muestran los fallecidos.

## Dramatización
El vuelo 28M está representado en el episodio «Pánico en la pista» de la serie documental de la televisión canadiense Mayday: catástrofes aéreas.

## Galería

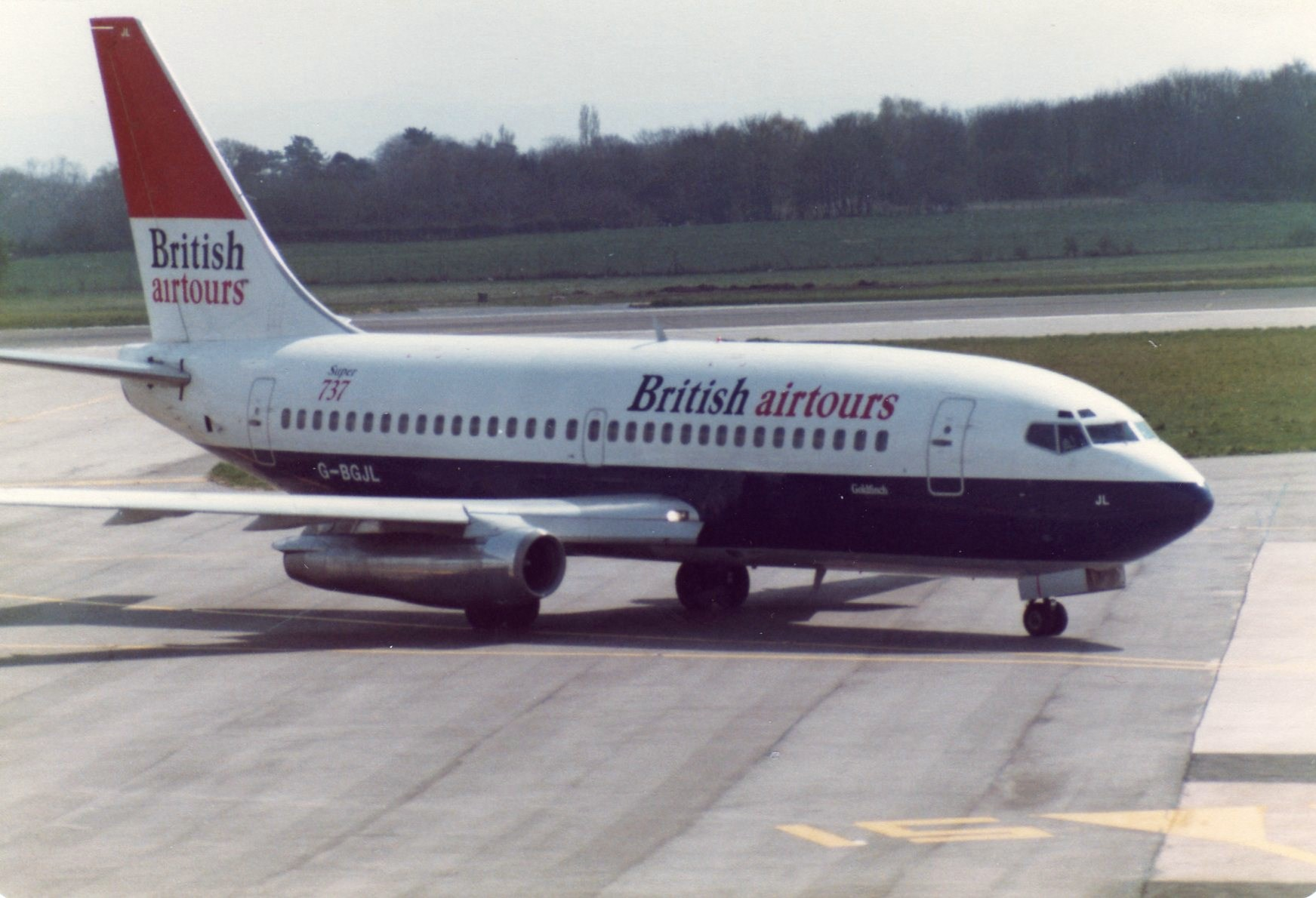
El avión involucrado en el accidente en abril de 1982 en el Aeropuerto de Mánchester.
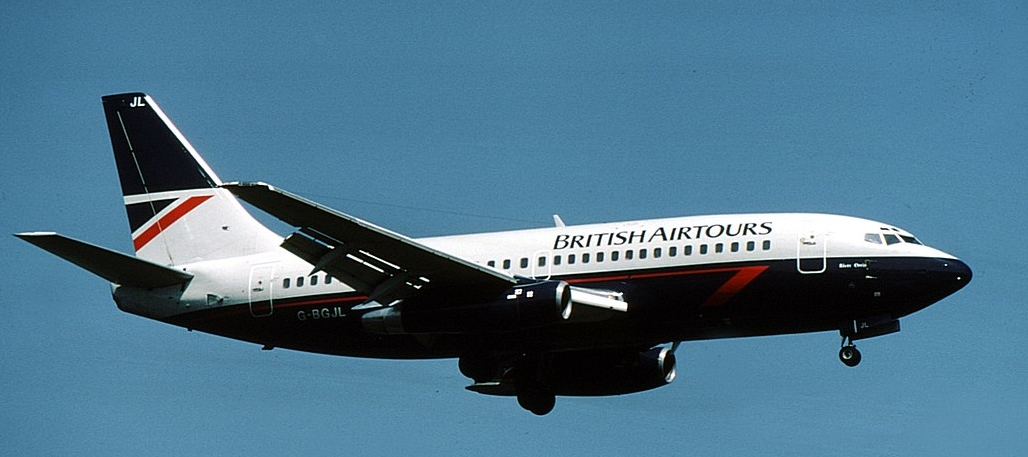
El avión involucrado en el accidente fotografiado en junio de 1985